# Петрик Віктор Юрійович
Віктор Юрійович Петрик — український борець греко-римського стилю, бронзовий призер чемпіонату Європи.

## Спортивні результати на міжнародних змаганнях

### Виступи на чемпіонатах світу
| Змагання                        | Збірна  | Вагова категорія                 | Місце |
| ------------------------------- | ------- | -------------------------------- | ----- |
| Чемпіонат світу з боротьби 2019 | Україна | греко-римська боротьба, до 55 кг | 13    |
| Чемпіонат світу з боротьби 2022 | Україна | греко-римська боротьба, до 60 кг | 18    |
| Чемпіонат світу з боротьби 2023 | Україна | греко-римська боротьба, до 60 кг | 30    |

### Виступи на Чемпіонатах Європи
| Змагання                         | Збірна  | Вагова категорія                 | Місце  |
| -------------------------------- | ------- | -------------------------------- | ------ |
| Чемпіонат Європи з боротьби 2021 | Україна | греко-римська боротьба, до 60 кг | Бронза |
| Чемпіонат Європи з боротьби 2023 | Україна | греко-римська боротьба, до 60 кг | 17     |
| Чемпіонат Європи з боротьби 2024 | Україна | греко-римська боротьба, до 60 кг | 10     |

### Виступи на інших змаганнях
| Змагання                                           | Збірна  | Вагова категорія                 | Місце  |
| -------------------------------------------------- | ------- | -------------------------------- | ------ |
| Чемпіонат України з боротьби з греко-римської 2016 | Україна | греко-римська боротьба, до 59 кг | Бронза |
| Меморіал Крістіана Палусалу 2016                   | Україна | греко-римська боротьба, до 59 кг | Золото |
| Кубок Вантаа з боротьби 2016                       | Україна | греко-римська боротьба, до 59 кг | 5      |
| Київський Міжнародний турнір з боротьби 2017       | Україна | греко-римська боротьба, до 59 кг | 5      |
| Меморіал Крістіана Палусалу 2017                   | Україна | греко-римська боротьба, до 59 кг | Золото |
| Київський Міжнародний турнір з боротьби 2018       | Україна | греко-римська боротьба, до 60 кг | 8      |
| Гран-прі Німеччини з боротьби 2018                 | Україна | греко-римська боротьба, до 60 кг | 5      |
| Гран-прі Угорщини з боротьби 2019                  | Україна | греко-римська боротьба, до 60 кг | 9      |
| Тор Мастерс 2019                                   | Україна | греко-римська боротьба, до 60 кг | 8      |
| Київський Міжнародний турнір з боротьби 2019       | Україна | греко-римська боротьба, до 55 кг | Золото |
| Кубок Владислава Пітласинські 2019                 | Україна | греко-римська боротьба, до 60 кг | 7      |
| Тор Мастерс 2020                                   | Україна | греко-римська боротьба, до 60 кг | Золото |
| Кубок світу з боротьби 2020                        | Україна | греко-римська боротьба, до 60 кг | 15     |
| Київський Міжнародний турнір з боротьби 2021       | Україна | греко-римська боротьба, до 60 кг | 5      |
| Відкритий турнір Загреба з боротьби 2022           | Україна | греко-римська боротьба, до 60 кг | Срібло |
| Кубок Владислава Пітласинські 2022                 | Україна | греко-римська боротьба, до 60 кг | 14     |
| Гран-прі Німеччини з боротьби 2022                 | Україна | греко-римська боротьба, до 60 кг | Бронза |
| Гран-прі Франції Анрі Деглана 2023                 | Україна | греко-римська боротьба, до 60 кг | Срібло |
| Гран-прі Німеччини з боротьби 2023                 | Україна | греко-римська боротьба, до 60 кг | 10     |

### Виступи на змаганнях молодших вікових груп
| Змагання                                      | Збірна  | Вагова категорія                 | Місце |
| --------------------------------------------- | ------- | -------------------------------- | ----- |
| Чемпіонат світу з боротьби серед юніорів 2015 | Україна | греко-римська боротьба, до 57 кг | 17    |
| Чемпіонат Європи з боротьби серед молоді 2018 | Україна | греко-римська боротьба, до 60 кг | 5     |
| Чемпіонат світу з боротьби серед молоді 2018  | Україна | греко-римська боротьба, до 60 кг | 18    |